# 7z
7z (pour seven zip : « sept zip ») est un format d'archivage ayant une architecture ouverte développé par le Russe Igor Pavlov.
La méthode de compression par défaut du format 7z est l'algorithme de compression LZMA, qui permet la création d'archives souvent plus compactes que les algorithmes les plus fréquemment utilisés au sein des formats ZIP, voire des formats RAR ou ACE.
Le format 7z n'était, à l'origine, pris en charge que par le logiciel 7-Zip, mais est désormais pris en charge, en 2011, par la plupart des logiciels d'archivage (depuis les dernières versions de Windows 11 il est également pris en charge).
Des programmes de compression comme WinZip et WinRAR de Windows permettent également d'ouvrir un fichier 7z.
Ce format gère nativement les noms de fichier Unicode.